# El sabueso de los Baskerville (película de 1959)
El sabueso de los Baskerville es una película inglesa de 1959 dirigida por Terence Fisher y protagonizada por Peter Cushing, André Morell y Christopher Lee. Basada en la novela homónima de Arthur Conan Doyle, la película fue la primera en color que se hizo del personaje Sherlock Holmes, aunque se convirtió en un fracaso en taquilla, por lo que no se siguió con un ciclo con Cushing como protagonista, aunque sí protagonizaría una serie de la BBC y el telefilme Las máscaras de la muerte. La interpretación de Cushing de Holmes es valorada como una de las mejores hechas en el cine junto con las de Basil Rathbone y Jeremy Brett, mientras que la película es valorada como una de las mejores protagonizadas por el detective.

## Trama
La película parte con el relato de una historia, en la cual un cruel aristócrata, Sir Hugo Baskerville (David Oxley), asesina a una joven en unas ruinas cerca de un pantano. Inmediatamente después, el aristócrata es atacado por un sabueso de gran tamaño, lo que resulta en su muerte. Tras esto se revela que el narrador del relato es el Dr. Richard Mortimer (Francis De Wolff), quien acudió a la casa del detective Sherlock Holmes (Peter Cushing)  y el Dr. John Watson (André Morell) para solicitarles su ayuda. Según Mortimer, el sabueso que dio muerte a Henry Baskerville ha atormentado desde generaciones a la familia, siendo su última víctima Sir Charles Baskerville. 
Dado que el último heredero vivo es Henry Baskerville (Christopher Lee), Mortimer quiere que Holmes y Watson resuelvan el misterio y eviten su muerte. Holmes y Watson aceptan investigar el caso y se reúnen con Baskerville en un hotel de Londres. En aquel lugar, el detective recuerda que tiene otros asuntos que hacer, por lo que envía a Watson a acompañar durante algunos días al heredero en su mansión. Tras esto, Baskerville encuentra una tarántula en una de sus botas, pero Holmes la mata antes que lo ataque. Antes de irse, el detective le advierte a su compañero que no deje ir a Baskerville solo al pantano.
En el camino a la mansión de los Baskerville, el cochero advierte que un convicto llamado Selden escapó de la cárcel hace unos días, y probablemente está escondiéndose en el pantano. El prisionero había sido encarcelado por matar a unas prostitutas, y dado que fue encontrado demente fue condenado a cadena perpetua en vez de la pena de muerte.
Mientras recorre los alrededores, Watson conoce a un hombre llamado Stapleton (Ewen Solon) y a su hija Cecille (Marla Landi), quienes viven en un terreno cercano al de la mansión. Cecille parece actuar de forma evasiva ante la presencia de Sir Henry y Watson. Esa noche, Watson ve una luz en el pantano y va junto a Sir Henry para investigar. Al llegar al lugar, oyen el aullido de un sabueso, lo que le provoca una complicación cardíaca a Sir Henry, debiendo ser llevado de vuelta a la mansión. Mientras se retiran, Watson ve la silueta de un hombre a lo lejos, sin poder distinguirlo.
Posteriormente, Watson descubre que la silueta correspondía a Holmes, quien había llegado al lugar solo horas después que él. Ambos además descubren que la luz del pantano la había prendido el prófugo Selden, quien la utilizaba para comunicarse con la criada de Sir Henry, su hermana. Mientras investigan el caso, Holmes le revela a Watson que no cree en el aspecto sobrenatural del sabueso, y sospecha que cualquiera de los personajes puede estar tras el asesinato, incluyendo el propio Sir Henry, dada la enorme herencia de la familia. Tras esto ocurren diversos hechos, incluyendo la muerte de Selden producto del sabueso, la invitación a cenar que Stapleton y su hija le hacen a Sir Henry, y un derrumbe minero que casi atrapa a Holmes.
Para ese entonces, Holmes ya había resuelto el caso: Los Stapleton eran en realidad descendientes ilegítimos de Sir Hugo, y los siguientes en la línea hereditaria en caso de morir todos los Baskerville. La noche de la cena, Cecille llevó a Sir Henry a caminar por el pantano para estar a solas. Al llegar a las ruinas mencionadas en la leyenda de los Baskerville, Sir Henry es atacado por un sabueso liberado por Stapleton, pero es rescatado por Holmes y Watson. El detective explica que el perro fue mantenido por Stapleton en una mina abandonada, donde lo dejó varios días sin comer y le entregó unos señuelos con el olor de Sir Henry. Para lograr un aspecto más amenazante del sabueso, Stapleton le colocó una máscara. Luego de la muerte de su padre, Cecille huye por el pantano, pero cae a una ciénaga y muere ahogada.

## Reparto
- Peter Cushing ... Sherlock Holmes. Cushing lo interpreta como una persona perfeccionista, pero a la vez con un carácter extraño que hizo que fuese calificado por algunos como la "caricatura huesuda de Holmes".[5]
- André Morell ... Doctor John H. Watson. Morell intentó en su interpretación alejarse de los estereotipos creados por Nigel Bruce y acercarse más al personaje literario.[6]
- Christopher Lee ... Sir Henry Baskerville
- Marla Landi ... Cecile Stapleton
- David Oxley ... Sir Hugo Baskerville
- Francis De Wolff ... Doctor Richard Mortimer
- Miles Malleson ... Obispo Frankland
- Ewen Solon ... Stapleton
- John Le Mesurier ... Barrymore
- Helen Goss ... Sra. Barrymore
- Sam Kydd ... Perkins
- Michael Hawkins ... Lord Caphill
- Judi Moyens ... Joven sirviente
- Michael Mulcaster ... Selden
- David Birks ... Sirviente

## Producción y rodaje
La película fue realizada en pleno apogeo de Hammer productions. El castillo de Baskerville es el mismo que se usó para la película Drácula.

## Recepción
La película fue bien recibida por la crítica debido a su buena elección del reparto y por su atmósfera creada.